# Monticolomys koopmani
Monticolomys koopmani is een zoogdier uit de familie van de Nesomyidae.
Michael D. Carleton van het Smithsonian National Museum of Natural History en Steven M. Goodman van het Field Museum of Natural History beschreven dit nieuwe geslacht Monticolomys en de typesoort M. koopmani in 1996. Het ging hierbij om een specimen dat in 1929 door Austin L. Rand was verzameld tijdens de Frans-Engels-Amerikaanse zoölogische expeditie Mission Zoologique Franco-Anglo-Américaine (MZFAA) naar Madagaskar van 1929-1931. Het specimen was afkomstig uit de buurt van Manjakatompo in het Ankaratramassief. In 1996 kon Steve Goodman daar nog een exemplaar vangen, op een hoogte van 2000 m.
De soortaanduiding koopmani is een eerbetoon aan Karl F. Koopman, emeritus curator van de afdeling zoogdieren van het American Museum of Natural History.

## Voorkomen
De soort komt voor in Madagaskar.